# A magyar labdarúgó-válogatott 2015. október 8-i mérkőzése
A magyar labdarúgó-válogatott Európa-bajnoki selejtezője Feröer ellen, 2015. október 8-án. Ez volt a magyar labdarúgó-válogatott 899. hivatalos mérkőzése és a két válogatott egymás elleni 2. összecsapása. A végeredmény 2–1 lett a magyar válogatott javára Böde Dániel két góljával.

## Előzmények
A magyar labdarúgó-válogatottnak a feröeri labdarúgó-válogatott elleni volt a hatodik mérkőzése a 2015-ös esztendőben. Az elsőre március 29-én került sor Budapesten Görögország ellen (Eb-selejtező, 0–0), a másodikra június 5-én Debrecenben a Nagyerdei stadionban Litvánia ellen (barátságos, 4–0), a harmadikra június 13-án Helsinkiben, Finnország ellen, szintén Európa-bajnoki selejtező keretében, melynek 1–0 lett a végeredménye a magyar válogatott javára. Szeptember elején volt a negyedik Románia ellen Budapesten, melynek gól nélküli döntetlen lett a végeredménye (Eb-selejtező, 0–0). A találkozó előtt egy hónappal került sor szintén Eb-selejtező keretében a sorrendben ötödik mérkőzésre Észak-Írország válogatottja Belfastban, melynek 1–1 lett a végeredménye.

A két ország válogatottja legutóbb és egyben első alkalommal szinte pontosan egy évvel ezelőtt találkozott egymással, 2014. október 14-én Feröer fővárosában, Tórshavnban, a Tórsvøllur Stadionban került sor, melyet a magyar válogatott Szalai Ádám góljával 1–0-ra megnyert.
A találkozó előtt a selejtezőcsoportban nyolc mérkőzést játszott minden csapat. Ellenfelünk a csoport ötödik helyén állt 6 ponttal, míg a magyar válogatott a 3. helyen a 13 ponttal. A csoport élén 17 ponttal az északír válogatott állt, mögöttük a 2. helyen a románok 16 ponttal követték őket.
A magyarok számára fontos jelentősége volt a mérkőzésnek. Az Eb kiírása szerint a csoportok két első helyezettje mellett a legjobb csoportharmadik juthatott ki az Európa-bajnokságra közvetlenül, a többi csoportharmadiknak pótselejtezőt kellett játszania. A találkozó előtt a magyar válogatott a csoportharmadikok rangsorában a második helyen állt, miután a horvátoktól 1 pontot levontak. Olyan variáció is előfordulhatott a hátralévő mérkőzéseken, amely szerint Magyarország lett volna a legjobb csoportharmadik, ez automatikus kijutást érhetett volna. Ehhez az egyik feltétel volt, hogy Magyarországnak győznie kellett ezen a mérkőzésen.
Bernd Storck magyar szövetségi kapitány a mérkőzés előtti sajtótájékoztatón elmondta: a játékosokon érződik, hogy mindenki nagyon elszánt, a motivációban sokat segített az is, hogy kiderült, szurkolók előtt léphetnek pályára".

„Tudjuk, hogy sokat kell dolgoznunk a győzelemért, de felkészültünk a feladatra, motiváltak vagyunk, annak pedig nagyon örülünk, hogy szurkolók előtt játszhatunk. Szeretnénk természetesen gólokat szerezni, de akkor is örülnék, ha csak egy találatot érnénk el, és azzal sikerülne begyűjteni a három pontot. Nagyon fontos, hogy a szurkolók végig a csapat mellett álljanak, és akkor se veszítsék el a türelmüket, ha nem sikerül a mérkőzés elején megszerezni a vezető gólt. Kilencven perc alatt kell megnyerni a találkozót, és az egész csapat számára fontos, hogy akkor is érezzük a támogatást, ha a vártnál esetleg nehezebben alakul a meccs. ”

– Nikolics Nemanja, magyar labdarúgó válogatott játékos.

„Tudjuk, hogy a magyaroknak három pontra van szükségük ellenünk, hogy biztosítsák a pótselejtezős részvételüket, tehát számukra komoly tétje lesz a csütörtöki találkozónak. Jobban kell játszanunk, mint legutóbb, a Finnország elleni, vesztes meccsünkön, és képesek is vagyunk rá. Mindent megteszünk, és bízom benne, hogy sikerülni fog. Természetesen a győzelem a célunk, mint mindig. Számunkra mindegy, melyik csapat ellen játszunk. Nyerni szeretnénk, illetve kilencven percen keresztül tisztességes játékot produkálni. ”

– Lars Olsen, Feröer szövetségi kapitánya.

## Helyszín
A találkozót Budapesten rendezték meg, a Groupama Arénában, melyben ez a találkozó volt a 6. válogatott összecsapás. Az UEFA döntése értelmében nézők nélkül, zártkapus mérkőzés lett volna az összecsapás, ám az UEFA fellebbviteli bizottsága az MLSZ által benyújtott fellebbezés hatására felfüggesztette a testület első fokú döntését és mégis nézők előtt lehet megrendezni a találkozót.

## Keretek
megjegyzés: A táblázatokban szereplő adatok a mérkőzés előtti állapotnak megfelelőek.
Bernd Storck, a magyar labdarúgó-válogatott szövetségi kapitánya október 5-én hirdette ki 25 fős válogatott keretét a feröeri és a görög találkozóra, ám Predrag Bošnjak a Szombathelyi Haladás egyszeres válogatott védője sérülés miatt már a csapat edzőtáborában sem tudott megjelenni és a válogatott kapitánya senkit sem hívott be a helyére. Kimaradt a legutóbbi keretből Botka Endre a Budapest Honvéd FC 21 éves védője, Stieber Zoltán a Hamburger SV és Szalai Ádám az 1899 Hoffenheim csatára. Bekerült a keretbe Osváth Attila a Vasas SC 19 éves védője, és két év kihagyás után ismét a keret tagja Böde Dániel a Ferencvárosi TC csatára, aki jelenleg toronymagasan vezeti a bajnokság góllövőlistáját.
| Magyarország                      | Magyarország      | Magyarország                     | Magyarország | Magyarország | Magyarország           | Magyarország                         |
| Poszt                             | Név               | Születési idő és életkor         | Vál.         | Gól          | Klub                   | Utolsó válogatottság                 |
| --------------------------------- | ----------------- | -------------------------------- | ------------ | ------------ | ---------------------- | ------------------------------------ |
| K                                 | Bogdán Ádám       | 1987. szeptember 27. (28 évesen) | 19           | 0            | Liverpool FC           | 2014. 03. 05-én Finnország ellen     |
| K                                 | Dibusz Dénes      | 1990. november 16. (24 évesen)   | 3            | 0            | Ferencvárosi TC        | 2015. 06. 05-én Litvánia ellen       |
| K                                 | Király Gábor      | 1976. április 1. (39 évesen)     | 97           | 0            | Szombathelyi Haladás   | 2015. 09. 07-én Észak-Írország ellen |
| V                                 | Predrag Bošnjak   | 1985. november 13. (29 évesen)   | 1            | 0            | Szombathelyi Haladás   | 2014. 06. 04-én Albánia ellen        |
| V                                 | Guzmics Richárd   | 1987. április 16. (28 évesen)    | 9            | 1            | Wisła Kraków           | 2015. 09. 07-én Észak-Írország ellen |
| V                                 | Fiola Attila      | 1990. február 17. (25 évesen)    | 8            | 0            | Puskás Akadémia        | 2015. 09. 07-én Észak-Írország ellen |
| V                                 | Juhász Roland     | 1983. július 1. (32 évesen)      | 87           | 6            | Videoton FC            | 2015. 09. 04-én Románia ellen        |
| V                                 | Kádár Tamás       | 1990. március 14. (25 évesen)    | 24           | 0            | Lech Poznań            | 2015. 09. 07-én Észak-Írország ellen |
| V                                 | Lang Ádám         | 1993. január 17. (22 évesen)     | 4            | 0            | Videoton               | 2014. 11. 14-én Finnország ellen     |
| V                                 | Leandro           | 1982. március 19. (33 évesen)    | 15           | 0            | Ferencvárosi TC        | 2015. 09. 07-én Észak-Írország ellen |
| V                                 | Osváth Attila     | 1995. december 10. (19 évesen)   | 0            | 0            | Vasas SC               | —                                    |
| V                                 | Vanczák Vilmos    | 1983. június 20. (32 évesen)     | 79           | 4            | FC Sion                | 2015. 09. 07-én Észak-Írország ellen |
| KP                                | Elek Ákos         | 1988. július 21. (27 évesen)     | 34           | 1            | Csangcsun Jataj        | 2015. 09. 07-én Észak-Írország ellen |
| KP                                | Gera Zoltán       | 1979. április 22. (36 évesen)    | 83           | 24           | Ferencvárosi TC        | 2015. 09. 07-én Észak-Írország ellen |
| KP                                | Kalmár Zsolt      | 1995. június 9. (20 évesen)      | 6            | 0            | RB Leipzig             | 2015. 09. 07-én Észak-Írország ellen |
| KP                                | Márkvárt Dávid    | 1994. szeptember 20. (21 évesen) | 0            | 0            | Puskás Akadémia        | –                                    |
| KP                                | Nagy Ádám         | 1995. június 12. (20 évesen)     | 1            | 0            | Ferencvárosi TC        | 2015. 09. 07-én Észak-Írország ellen |
| KP                                | Bódi Ádám         | 1990. október 18. (24 évesen)    | 0            | 0            | Debreceni VSC          | —                                    |
| KP                                | Tőzsér Dániel     | 1985. május 12. (30 évesen)      | 30           | 1            | Queens Park Rangers FC | 2015. 09. 04-én Románia ellen        |
| CS                                | Böde Dániel       | 1986. október 24. (28 évesen)    | 7            | 2            | Ferencvárosi TC        | 2013. 10. 11-én Hollandia ellen      |
| CS                                | Dzsudzsák Balázs  | 1986. december 23. (28 évesen)   | 71           | 16           | Gyinamo Moszkva        | 2015. 09. 07-én Észak-Írország ellen |
| CS                                | Németh Krisztián  | 1989. január 5. (26 évesen)      | 19           | 1            | Sporting Kansas City   | 2015. 09. 07-én Észak-Írország ellen |
| CS                                | Nikolics Nemanja  | 1987. december 31. (27 évesen)   | 14           | 3            | Legia Warszawa         | 2015. 09. 04-én Románia ellen        |
| CS                                | Priskin Tamás     | 1986. szeptember 27. (29 évesen) | 49           | 16           | Slovan Bratislava      | 2015. 09. 07-én Észak-Írország ellen |
| CS                                | Lovrencsics Gergő | 1988. szeptember 1. (27 évesen)  | 8            | 0            | Lech Poznań            | 2014. 11. 18-án Oroszország ellen    |
| Szövetségi kapitány: Bernd Storck |                   |                                  |              |              |                        |                                      |

## A mérkőzés
| 2015. október 8. 20.45 (CEST) |

| Magyarország          | 2 – 1               | Feröer                                            |
| --------------------- | ------------------- | ------------------------------------------------- |
| Böde 63' 71' Gera 36' | (0 – 1) Jegyzőkönyv | 11' Jakobsen 36' Baldvinsson 43′, 90+4′ Gregersen |

| Groupama Aréna, Budapest Nézőszám: 16 165 Játékvezető: Robert Schörgenhofer (osztrák) Asszisztensek: Maximilian Kolbitsch és Matthias Winsauer |

### Az összeállítások
| Csapatszínek | Csapatszínek | Csapatszínek |
| Csapatszínek |              |              |
| Csapatszínek |              |              |
|              |              |              |
| Magyarország |              |              |

| Csapatszínek | Csapatszínek | Csapatszínek |
| Csapatszínek |              |              |
| Csapatszínek |              |              |
|              |              |              |
| Feröer       |              |              |

Használt rövidítések (magyar rövidítés – angol rövidítés – poszt):
| - KA – GK – kapus - V – DF – hátvéd - S – SW – söprögető - JV – RB – jobb oldali védő - KV – CB – középső védő - BV – LB – bal oldali védő - JSZV – RWB – jobb szélső védő - BSZV – LWB – bal szélső védő | - KP – MF – középpályás - VKP – DM – védekező középpályás - BKP – LM – bal oldali középpályás - KKP – CM – középső középpályás - JKP – RM – jobb oldali középpályás | - JSZ – RW – jobb szélső - BSZ – LW – bal szélső - TKP – AM – támadó középpályás | - CS – ST, FW – csatár - JCS – RF – jobb oldali csatár - KCS – CF – középső csatár - BCS – LF – bal oldali csatár |

| MAGYARORSZÁG: |    |                   |                     |
|               |    |                   |                     |
| KA            | 1  | Király Gábor      |                     |
| JV            | 5  | Fiola Attila      |                     |
| BV            | 23 | Juhász Roland     |                     |
| KV            | 20 | Guzmics Richárd   |                     |
| JV            | 4  | Kádár Tamás       |                     |
| TKP           | 16 | Nagy Ádám         |                     |
| TKP           | 8  | Tőzsér Dániel     | a szünetben         |
| BKP           | 21 | Bódi Ádám         | a szünetben         |
| KP            | 10 | Gera Zoltán       | 36'                 |
| JKP           | 7  | Dzsudzsák Balázs  |                     |
| CS            | 17 | Nikolics Nemanja  | 75'                 |
| Cserék:       |    |                   |                     |
| KA            | 12 | Dibusz Dénes      |                     |
| KA            | 22 | Bogdán Ádám       |                     |
| V             | 2  | Lang Ádám         |                     |
| V             | 3  | Vanczák Vilmos    |                     |
| KP            | 6  | Elek Ákos         |                     |
| CS            | 9  | Németh Krisztián  | a szünetben         |
| KP            | 11 | Kalmár Zsolt      |                     |
| CS            | 13 | Böde Dániel       | a szünetben 63' 71' |
| CS            | 14 | Lovrencsics Gergő |                     |
| V             | 15 | Osváth Attila     |                     |
| KP            | 18 | Márkvárt Dávid    |                     |
| CS            | 19 | Priskin Tamás     | 75'                 |
| Vezetőedző:   |    |                   |                     |
| Bernd Storck  |    |                   |                     |

| FERÖER:     |    |                          |            |
|             |    |                          |            |
| KA          | 1  | Gunnar Nielsen           |            |
| JV          | 2  | Jónas Tór Naes           |            |
| KV          | 4  | Atli Gregersen           | 43′, 90+4′ |
| KV          | 5  | Ragnar Nattestad         | 84'        |
| BV          | 3  | Viljormur Davidsen       |            |
| BKP         | 21 | René Joensen             | 78'        |
| KKP         | 14 | Sølvi Vatnhamar          |            |
| KKP         | 17 | Rógvi Baldvinsson        | 18'        |
| TKP         | 20 | Róaldur Jakobsen         | 11' 62'    |
| JKP         | 16 | Kaj Bartalsstovu         |            |
| CS          | 11 | Jóan Edmundsson          |            |
| Cserék:     |    |                          |            |
| KA          | 23 | Tórdur Thomsen           |            |
| KA          | 12 | Teitur Gestsson          |            |
| KP          | 9  | Gilli Sørensen           | 78'        |
| CS          | 10 | Christian Holst          |            |
| V           | 13 | Pól Jóhannus Justinussen | 62'        |
| V           | 15 | Odmar Faerø              | 84'        |
| KP          | 18 | Árni Frederiksberg       |            |
| CS          | 19 | Klæmint Olsen            |            |
| CS          | 22 | Andreas Lave Olsen       |            |
| Vezetőedző: |    |                          |            |
| Lars Olsen  |    |                          |            |

Asszisztensek:

Maximilian Kolbitsch (osztrák) (partvonal)

Matthias Winsauer (osztrák) (partvonal)

Harald Lechner (osztrák) (alapvonal)

Dominik Ouschan (osztrák) (alapvonal)

Negyedik játékvezető:

Richard Huebler (osztrák)